# 市野谷 (流山市)

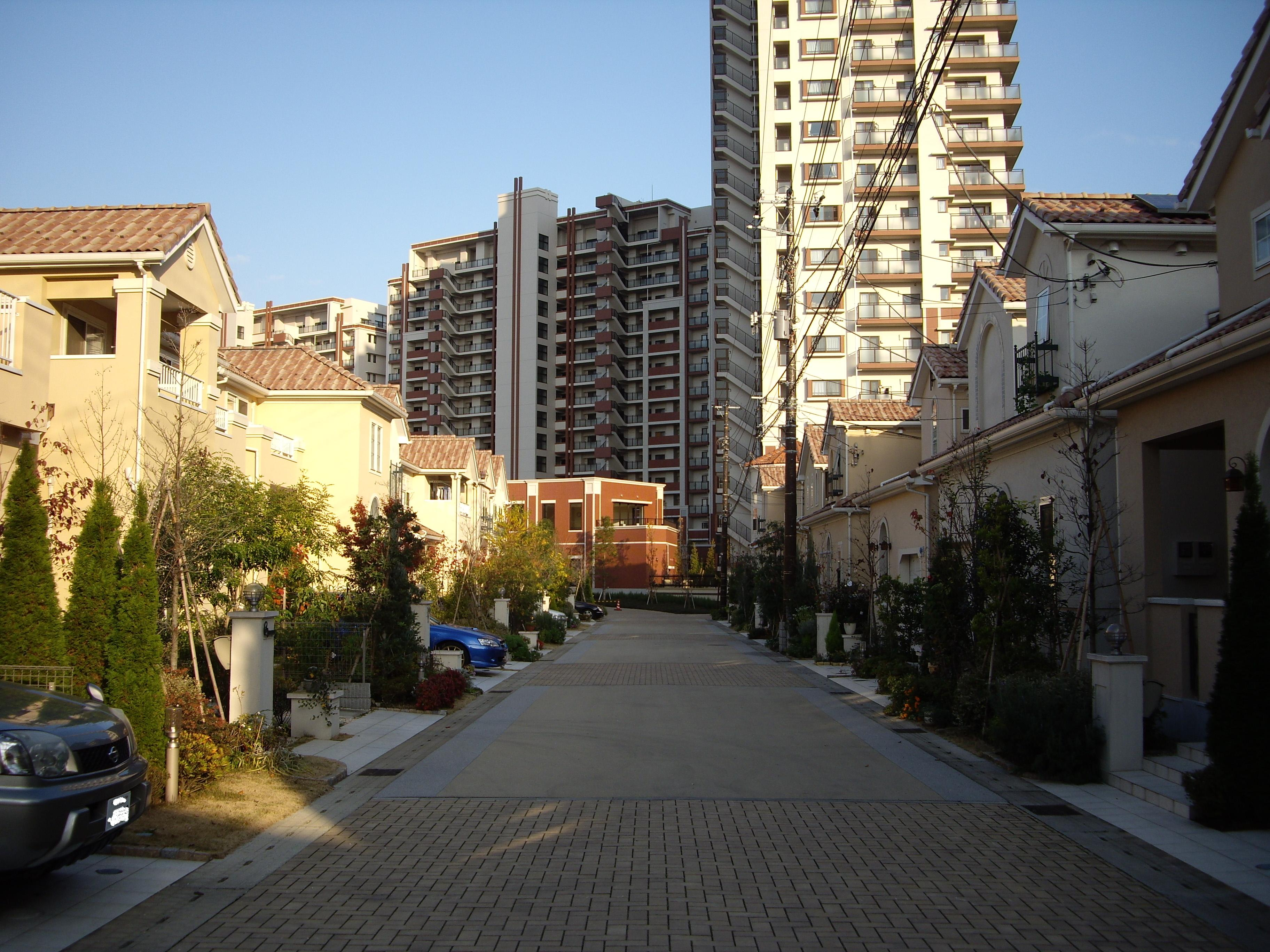
市野谷(2)

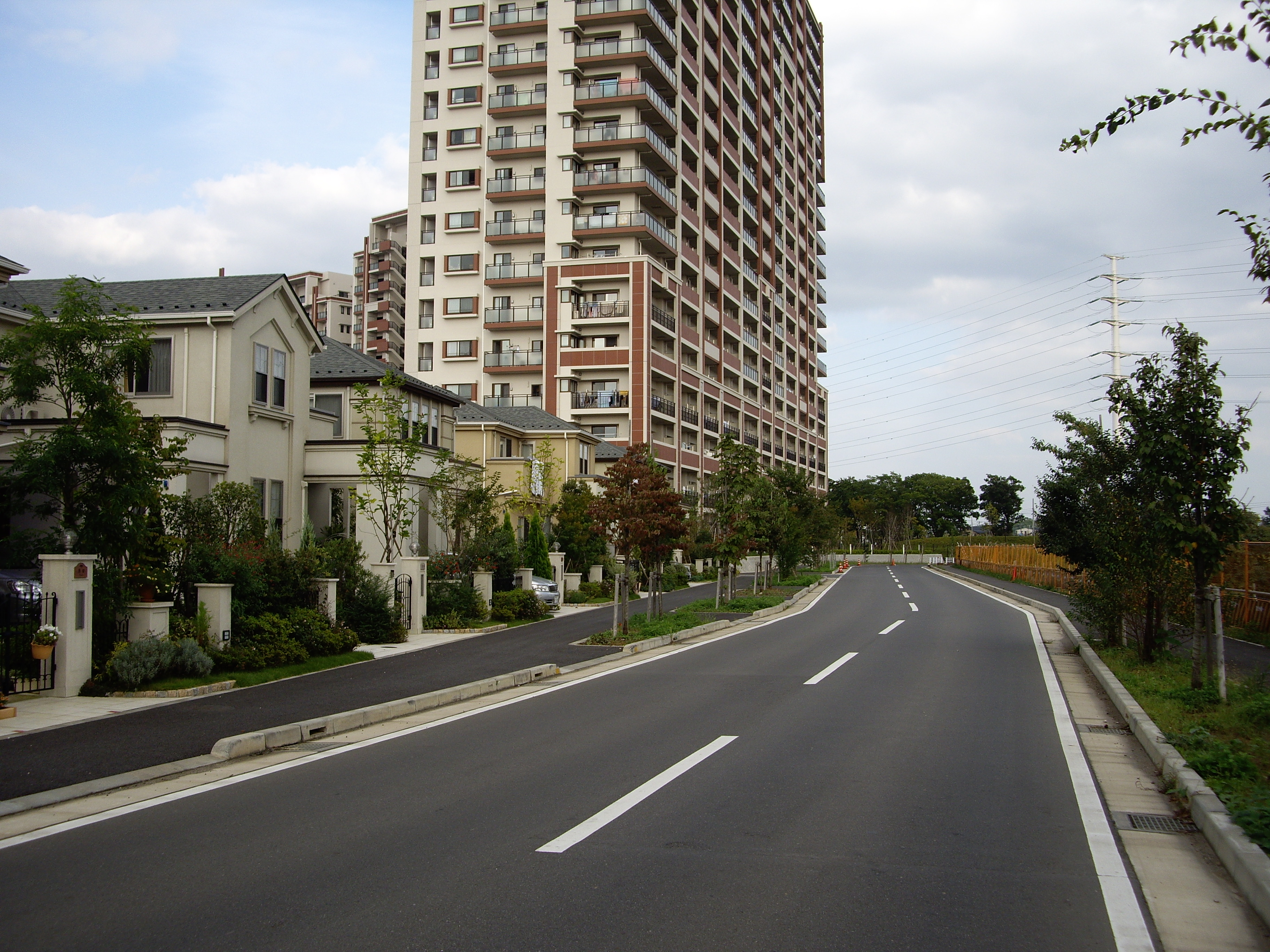
市野谷(3)

市野谷（いちのや/Itinoya）は、千葉県流山市にある地名。郵便番号は270-0137。

## 地理
流山市の中部に位置する。地域の北部は流山おおたかの森駅前に立地し、流山市の新拠点として都市再生機構により｢流山都市計画事業新市街地地区一体型特定土地区画整理事業｣が行われている。また、地域の南部は｢流山都市計画事業運動公園地区一体型特定土地区画整理事業｣の施行区域となっている。区画整理が進行中である為、保留地が複数存在する。
地域内には市野谷の森、流山おおたかの森駅南口公園、千葉銀行流山おおたかの森支店、 京葉銀行流山おおたかの森支店がある。
東は柏市豊四季、西は三輪野山・加、南は野々下・後平井、北は西初石と接している。

## 沿革
- 1869年（明治2年）　葛飾県葛飾郡市野谷村となる。
- 1871年（明治4年）　廃藩置県により印旛県葛飾郡市野谷村となる。
- 1873年（明治6年）　県の統合及び、郡の分割により千葉県東葛飾郡市野谷村となる。
- 1889年（明治22年）　東葛飾郡思井村、芝崎村、前平井村、後平井村、古間木村、長崎村、中村、名都借村、野々下村、前ケ崎村、向小金新田、大畔新田、駒木村、十太夫新田、駒木新田、青田新田、初石新田と合併し、東葛飾郡八木村大字市野谷となる。
- 1951年（昭和26年）4月1日　流山町、新川村と合併し、東葛飾郡江戸川町大字市野谷となる。
- 1952年（昭和27年）1月1日　江戸川町が流山町に改称。東葛飾郡流山町大字市野谷となる。
- 1967年（昭和42年）1月1日　市制施行により、流山市大字市野谷となる。

## 小字
市野谷には15の小字が存在する。ここでは北から順に列挙する。
- 芋久保
- 宮尻
- 入台
- 牛飼沢
- 後山
- 牛飼
- 二反田
- 立野
- 宮後
- 三島
- 向山
- 下屋敷
- 中島
- 梶内
- 地蔵谷ツ

消滅した小字
- 大久保（昭和期に西初石六丁目に編入）

## 世帯数と人口
2025年（平成29年）3月1日現在の世帯数と人口は以下の通りである。
| 大字   | 世帯数   | 人口   |
| ------ | -------- | ------ |
| 市野谷 | 1195世帯 | 3433人 |

## 小・中学校の学区
市立小・中学校に通う場合、学区は以下の通りとなる。
| 番地                                                                                                   | 小学校                     | 中学校                     |
| --- | -------------------------- | -------------------------- |
| 1番地の1〜3 2番地 3番地の1・4・5 4番地の1・4・5 5番地の1〜3 6番地の1・3・4 7番地の1 8〜9番地 10番地の1 | 流山市立八木南小学校       | 流山市立八木中学校         |
| その他                                                                                                 | 流山市立おおたかの森小学校 | 流山市立おおたかの森中学校 |

令和6年4月、市野谷小学校が開校。市野谷エリアの児童は、市野谷小学校かおおたかの森小学校のどちらに通学するかを選べる。

## 施設
- 千葉銀行流山おおたかの森支店 － 市野谷字入台
- 京葉銀行流山おおたかの森支店 － 市野谷字入台
- 流山おおたかの森駅南口公園
- ザ・フォレストレジデンス － 市野谷字入台・牛飼沢
- 天神社
- 市野谷1号公園、市野谷2号公園、市野谷3号公園
- レタンプリュスおおたかの森本店[7]
- スターバックス流山おおたかの森運動公園店[8]
- 丸亀製麺流山[9]
- ゴルフ練習場「ロッキースタジアム」[10]
- ウエルシア流山市野谷店（仮称）、エニタイムフィットネス流山市野谷店（仮称）新規開店予定[11]